# Naza Stone Age Warrior
Naza est un personnage de Dell Comics créé fin 1963 sans doute par Paul S. Newman bien que cela n’ait jamais été totalement confirmé. C’est Jack Sparling qui a assuré l’intégralité des dessins.

## Le contexte
Fort d’un assez bon succès avec Kona, Dell lance en janvier 1964, un nouveau héros de l’âge de pierre : Naza, avec comme sous titre Stone Age Warrior. C’est Jack Sparling qui assurera la continuité des 9 numéros (janvier 1964-mars 1966).
Le nom de Naza n'a pas été choisi au hasard puisqu'il se prononce comme la NASA, à l'exemple le symbole de l'extrême avancée technologique à opposer à un héros « primitif ».

## L’histoire
Naza est un guerrier du paléolithique. Sa tribu des Gairns a été massacrée et les survivants réduits en esclavage par les Borgs, un clan rival. Ayant domestiqué sur son chemin un chien, Roon, Naza va aller libérer les rescapés de sa tribu et surtout la belle Keena. Hélas, Vang, un des Gairn que Naza a libéré a également des visées sur la belle. Pour cela il est prêt à tout. Peut-être même à trahir….
Ces aventures préhistoriques, si elles évitent le traditionnel péché d’inclure des dinosaures, n’en sont pas moins truffées d’animaux extraordinaires : fourmis et araignées géantes, chauve souris du même acabit, aurochs gigantesques, etc. Bref, la véracité est loin d’être le souci premier du ou des scénaristes d’ailleurs inconnus. C’est d’autant plus vrai que nos « héros » vont être confrontés dans leurs pérégrinations à une civilisation pré-aztèque, ce qui arrive quand même un peu tôt pour l’âge de pierre (#8).
Il n’en reste pas moins des aventures hautes en couleur, sans doute pas suffisamment mises en valeur par un dessin assez moyen de Jack Sparling.

## Publications
Les #2, et 4 à 9  sont divisés à chaque fois en trois chapitres, il s'agit pour autant à chaque fois des ensembles d'un même épisode.
NB : Si chaque numéro peut se lire de manière indépendante, il y a tout de même une continuité et une progression dans la poursuite des épisodes.
- #1er janvier 1964

1.	Naza, Stone Age Warrior - 32 planches
- #2 juin 1964

2.	Escape! - 12 planches
The Treacherous Sand - 13 planches
Battle of the Animal Men - 7 planches
- #3 septembre 1964

3.	Ambush - 32 planches
- #4 décembre 1964

4.	Sky Menace! - 8 planches
The Master Race - 12 planches
The Disaster! - 12 planches
- #5 mars 1965

5.	Cave of Fear - 10 planches
The Challenge - 12 planches
Final Fight - 10 planches
- #6 avril 1965

6.	The Giant Hunters - 10 planches
Cave of Beasts - 12 planches
The Fatal Fire - 10 planches
- #7 septembre 1965

7.	The Dark and Deadly Forest - 10 planches
The Challenge - 10 planches
The Forest Foes - 12 planches
- #8 décembre 1965

8.	The Savage Stonemen - 10 planches
Revolt - 12 planches
The Maze - 10 planches
- #9 mars 1966

9.	Frozen Fear - 9 planches
The Fire God - 13 planches
Fiery Fate - 10 planches